# Fatih Birol
Fatih Birol (* 22. März 1958 in Ankara, Türkei) ist ein türkischer Wirtschaftswissenschaftler. Er war von 1995 bis 2015 Chefökonom der Internationalen Energieagentur der OECD in Paris (IEA) und ist seit dem 1. September 2015 IEA-Vorsitzender.

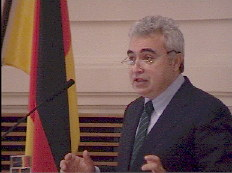
Fatih Birol im November 2008 in Berlin

Birol ist verantwortlich für die Zusammenstellung und Herausgabe des weltweit beachteten Welt-Energieberichts World Energy Outlook, der alljährlich im November veröffentlicht wird. Er ist ebenso verantwortlich für die regelmäßige Unterrichtung der IEA-Führungsebene über ökonomische Auswirkungen von Entwicklungen auf den internationalen Energie- und sonstigen industriellen Märkten.

## Leben
Birol erwarb seinen Bachelor of Science in Kraftwerksingenieurswesen an der Technischen Universität Istanbul, seinen Master of Science und schließlich die Promotion in Energiewirtschaft an der Technischen Universität Wien. Sechs Jahre lang arbeitete er im Sekretariat der Organisation Erdölexportierender Staaten (OPEC) in Wien; 1995 wechselte er zur IEA nach Paris. Birol veröffentlicht regelmäßig Artikel und Aufsätze zu Fragen der internationalen Energiesituation und zur internationalen Politik und hält Reden zu diesen Fragen.
Im März 2010 war er im Dokumentarfilm Die 4. Revolution – EnergyAutonomy zu sehen.

## Preise und Auszeichnungen

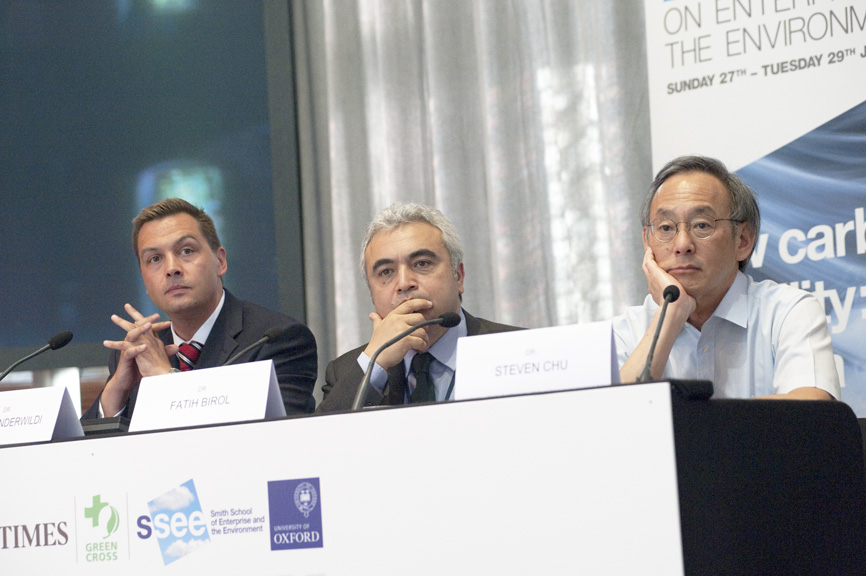
Fatih Birol (Mitte) mit US-Energieminister Steven Chu (re.) und Oliver Inderwildi an der Oxford University (2010)

Im Juni 2005 erhielt Birol den Preis für hervorragende berufliche Leistungen der International Association of Energy Economics.
Im Oktober 2006 ernannte die französische Regierung ihn zum „Chevalier dans l'ordre des Palmes Académiques“. Im März 2007 wurde er mit der Goldenen Ehrenmedaille der Österreichischen Republik in Anerkennung seiner hervorragenden Beiträge zum Verständnis globaler Energieprobleme ausgezeichnet.
Am 19. November 2009 wurde vom deutschen Staatssekretär im Bundesministerium für Wirtschaft und Technologie, Jochen Homann, das vom Bundespräsidenten verliehene Verdienstkreuz 1. Klasse des Verdienstordens der Bundesrepublik Deutschland an Birol überreicht. Damit wurden Birols Verdienste um die Bundesrepublik Deutschland im Zusammenhang mit seinem herausragenden Wirken als Leiter der Abteilung „Wirtschaftsanalysen“ der IEA gewürdigt. Homann sagte bei der Ordensverleihung, dass vor allem der unter der Leitung von Birol jährlich erarbeitete World Energy Outlook zu einer wichtigen Bezugsgröße für die deutsche Energie- und Klimaschutzpolitik geworden sei.